# Andrij Huzenko
Andrij Łeonidowycz Huzenko, ukr. Андрій Леонідович Гузенко, ros. Андрей Леонидович Гузенко, Andriej Leonidowicz Guzienko (ur. 19 lutego 1973 w Nikopolu) – ukraiński piłkarz, grający na pozycji obrońcy, a wcześniej pomocnika, trener piłkarski.

## Kariera piłkarska

### Kariera klubowa
W 1990 rozpoczął karierę piłkarską w miejscowym zespole Kołos Nikopol. Następnie służył w wojskowym klubie SKA Kijów, który latem 1992 zmienił nazwę na CSK WSU Kijów. W październiku 1992 debiutował w składzie Nywy Mironówka, skąd na początku 1993 został zaproszony do Karpat Lwów. Latem 1993 roku przeszedł do Worskły Połtawa. Potem występował w klubach Torpedo Zaporoże i SK Mikołajów, a na początku 1997 powrócił do Worskły. W następnym roku wyjechał do Rosji, gdzie próbował swoich sił w klubie Krylja Sowietow Samara. Zagrał tylko 3 mecze i latem 1998 ponownie wrócił do Worskły. W końcu 2002 w związku z ciężką sytuacją finansową Worskły opuścił połtawski klub. W 2003 po raz drugi wyjechał zagranicę, gdzie bronił barw kazachskich klubów Jertis Pawłodar, Jesil-Bogatyr Petropawł i FK Atyrau. W 2009 powrócił do Ukrainy, gdzie potem występował w amatorskich zespołach Krystał Chersoń i Ełektrometałurh-NZF Nikopol. W 2010 zakończył karierę piłkarską.

## Kariera trenerska
Po zakończeniu kariery piłkarskiej rozpoczął pracę trenerską. Od 2010 pomaga trenować Stal Dnieprodzierżyńsk. 19 sierpnia 2012 awansował na stanowisko głównego trenera pierwszej drużyny. W lutym 2013 został zmieniony przez Wołodymyra Maziara.

## Sukcesy i odznaczenia

### Sukcesy klubowe
- brązowy medalista Mistrzostw Ukrainy: 1997
- mistrz Kazachstanu: 2003